# Wolter Plasmann
Wolter Plasmann (geboren am 7. April 1780 in Köln; gestorben nach 1847) war ein preußischer Kreissekretär und 1830 bis 1833 auftragsweise Landrat des Kreises Waldbröl.

## Leben
Der Katholik Plasmann war der Sohn eines Kölner Kaufmannes. Seit 1813 verheiratet, ist für ihn ab 1808 zunächst eine Betätigung als Domänen-Rentmeister in Waldbröl belegt, bevor er 1815 als Sekretär der neu gebildeten Kreisdirektion Wipperfürth angehörte, zu der auch der bisherige Kanton Waldbröl zählte. Mit Bildung des Kreises Waldbröl wechselt er 1816 in die dort neu zu errichtende Verwaltung und versieht während seiner bis 1845 andauernden Tätigkeit in Waldbröl von April 1830 bis September 1833 auch auftragsweise die Geschäfte des Landrats des Kreises. Nach seinem Wechsel 1845 als Kreissekretär nach Wipperfürth trat dort 1847 in den Ruhestand.